# Franz Kiwisch von Rotterau
Franz Alexander Wilhelm Kiwisch, Ritter von Rotterau, född 30 april 1814 i Klattau i Böhmen, död 24 oktober 1852 i Prag, var en österrikisk läkare.
Kiwisch von Rotterau blev 1842 docent i Prag och föreståndare för en specialklinik för kvinnosjukdomar, 1845 professor i gynekologi i Würzburg och 1850 i Prag. Han anslöt sig till Karl von Rokitanskys skola och tillämpade dess grundsatser i sina arbeten, av vilka de viktigaste är Die Krankheiten der Wöchnerinnen (1840–41), Klinische Vorträge über specielle Pathologie und Therapie der Krankheiten des weiblichen Geschlechtes (första bandet 1845, fjärde upplagan, bearbetat av Friedrich Wilhelm Scanzoni von Lichtenfels, 1854; andra bandet 1849, tredje upplagan, bearbetat av densamme, 1857; tredje bandet, bearbetat av densamme, 1853), Beiträge zur Geburtskunde (1846–48) och Die Geburtskunde (1851; ofullbordat).

## Fotnoter
1. 1 2 3 4  Tjeckiska nationalbibliotekets databas, NKC-ID: jo2001100441, läst: 23 november 2019.[källa från Wikidata]
2. 1 2 3 4  Kiwisch von Rotterau, Franz Ritter, vol. 11, Biographisches Lexikon des Kaiserthums Oesterreich, s. 343.[källa från Wikidata]
3. 1 2 3 4 5  abART, abART person-ID: 138191, läst: 1 april 2021.[källa från Wikidata]